# Per Røntved
Per Christian Røntved (født 27. januar 1949, død 15. maj 2023) var en dansk fodboldspiller. Han opnåede frem til 1982 75 A-landskampe for Danmarks fodboldlandshold og scorede 11 mål og var den første danske spiller, der nåede 75 landskampe. I 1972 kåredes han til Årets Fodboldspiller i Danmark.
Han spillede for bl.a. klubberne Brønshøj Boldklub, Werder Bremen og Randers Freja.
En efterfølgende fodboldkarriere i USA blev brat stoppet i juni 1984, da Per Røntved blev ramt af en hjerneblødning, der gjorde ham lam i den ene side. Som førtidspensionist holdt han sidenhen kontakten ved lige til fodboldverdenen og var medlem af flere klubbestyrelser.
Mandag den 7. november 2011 blev han hædret for sine præstationer på landsholdet, ved at blive optaget i Fodboldens Hall of Fame.
Han fik to børn.